# Гасанова, Гызгайыт Салман кызы
Гызгайы́т Салма́н кызы́ Гаса́нова (азерб. Qızqayıt Salman qızı Həsənova; 1924 — 22 августа 2012) — советский передовик хлопкового производства, Герой Социалистического Труда (1948).

## Биография
Родилась в 1924 году в селе Хырмандалы Сальянского уезда Азербайджанской ССР (ныне Билясуварского района Азербайджана). С 1930 года работала хлопководом в колхозе. В 1947 году, работая звеньевой колхоза имени Э. Тельмана Пушкинского района на площади 4 гектара она получила урожай хлопка 91,92 центнера с гектара, что, в соответствии с Указом Президиума Верховного Совета СССР от 29 марта 1947 года, давало право на присвоение звания Героя Социалистического Труда. Указом Президиума Верховного Совета СССР от 10 марта 1948 года Г. С. Гасановой было присвоено звание Героя Социалистического Труда с вручением ордена Ленина и золотой медали «Серп и Молот». В дальнейшем неоднократно представлялась к высоким государственным наградам.
Более 40 лет (с 1953 по 1996 год) была председателем колхоза имени Э. Тельмана в родном селе. В 1984 году колхозу было присвоено имя самой Г. С. Гасановой.
В 1975 году окончила Сельскохозяйственную академию им. К. А. Тимирязева.
Г. С. Гасанова вела активную общественную деятельность. Была членом КПСС, депутатом Верховного Совета СССР 4—5-го созывов, Верховного Совета Азербайджанской ССР 6—10-го созывов. Много раз избиралась членом Президиума Верховного Совета АзССР, членом ЦК Компартии Азербайджана, членом бюро Пушкинского (ныне Билясуварского) райкома КПА. С 1996 года находилась на пенсии.
Совершала паломничество в Мешхед, Кербелу и Мекку.
Умерла 22 августа 2012 года в родном селе на 89-м году жизни.
Кызгаит Гасановой посвящена песня композитора Алекпера Тагиева в исполнении народного артиста Азербайджана Мамедбагира Багирзаде.

## Награды
- Герой Социалистического Труда
- 4 ордена Ленина (10.03.1948; 08.04.1971; 12.12.1973; 10.03.1982)
- орден Октябрьской Революции (27.12.1976)
- орден Трудового Красного Знамени (30.04.1966)
- медали
- Персональная стипендия Президента Азербайджанской Республики (02.10.2002)[2]